# Hawu
Le hawu (ou sawu ou savu) est une langue d'Indonésie parlée dans les îles  de Savu et Rainjua, ainsi qu'à Sumba et Timor par 110 000 personnes. La langue appartient à la branche malayo-polynésienne des langues austronésiennes.

## Classification
Le hawu est classé traditionnellement dans un sous-groupe bima-sumba, créé par J. S. Esser, un employé de l'administration coloniale néerlandaise, au début du XXe siècle. Robert Blust conteste l'existence de ce sous-groupe, sur la base d'une comparaison lexicale et phonétique des langues.
Le bima-sumba est classé comme un sous-groupe du malayo-polynésien central.

## Phonologie

### Voyelles
|         | Antérieure | Centrale | Postérieure |
| ------- | ---------- | -------- | ----------- |
| Fermée  | i [i]      |          | u [u]       |
| Moyenne | é [e]      | e [ə]    | o [o]       |
| Ouverte |            | a [a]    |             |

### Consonnes
|              |              | Bilabiales | Dentales | Alvéol. | Dorsales | Dorsales | Glottales |
| ------------ | ------------ | ---------- | -------- | ------- | -------- | -------- | --------- |
| Palatales    | Vélaires     | Bilabiales | Dentales | Alvéol. |          |          | Glottales |
| Occlusives   | Sourde       | p [p]      | t [t]    |         |          | k [k]    | ʔ [ʔ]     |
| Occlusives   | Sonore       | b [b]      |          | d [d]   |          | g [g]    |           |
| Occlusives   | Implosives   | ɓ [ɓ]      |          | ɗ [ɗ]   | ɗʲ [ɗʲ]  | ɠ [ɠ]    |           |
| Fricative    | Fricative    |            |          |         |          |          | h [h]     |
| Affriquée    | Affriquée    |            |          |         | j [d͡ʒ]   |          |           |
| Nasale       | Nasale       | m [m]      |          | n [n]   | ɲ [ɲ]    | ŋ [ŋ]    |           |
| liquide      | liquide      |            | r [r]    | l [l]   |          |          |           |
| Semi-voyelle | Semi-voyelle | w [w]      |          |         |          |          |           |

## Sources
- (en) Blust, Robert, Is there a Bima-Sumba Subgroup?, Oceanic Linguistics, 47:1, pp. 45-113, 2008.